# Moldeo por soplado
El moldeo por soplado es algo que   era utilizado para fabricar piezas de hierro rígidas gracias a la expansión del material. Esto se consigue por medio de la bomba de aire que ejerce  en las paredes de la máquina, si se trata de comenzar la inyección-soplado, o del párison, si hablamos de extrusión-soplado.
Este proceso se compone de varias fases, la primera es la obtención del material a soplar, después viene la fase de soplado que se realiza en el molde que tiene la geometría final, puede haber una fase intermedia entre las dos anteriores para calentar el material si fuera necesario, seguidamente se enfría la pieza y por último se expulsa. Para facilitar el enfriamiento de la pieza los moldes están provistos de un sistema de refrigeración así se incrementa el nivel productivo.

## Antecedentes
El proceso de moldeo por soplado nace de la combinación de técnicas de ingeniería de polímeros como el moldeo por inyección con el de técnicas de procesamiento de vidrio, particularmente el de la producción de botellas. La producción de botellas de vidrio requiere técnicas actualmente muy diferentes del moldeo por soplado, aunque en sus orígenes es similar.

## Variantes del proceso

Representación del proceso de inyección-soplado.

### Moldeo por inyección-soplado
El moldeo por inyección-soplado consiste en la obtención de una preforma del polímero a procesar, similar a un tubo de ensayo, la cual posteriormente se calienta y se introduce en el molde que alberga la geometría deseada, en ocasiones se hace un estiramiento de la preforma inyectada, después se inyecta aire, con lo que se consigue la expansión del material y la forma final de la pieza y por último se procede a su extracción. En muchas ocasiones es necesario modificar el espesor de la preforma, ya sea para conseguir una pieza con diferentes espesores o para lograr un espesor uniforme en toda la pieza, pues en la fase de soplado no se deforman por igual todas las zonas del materiales. La ventaja de usar preformas consiste en que estas se pueden inyectar y almacenar, producir diferentes colores y tamaños, los cuales pueden hacerse en lugares distintos a donde se realizará el soplado. Las preformas son estables y pueden ser sopladas a velocidad alta según la demanda requerida.

Representación del proceso de extrusión-soplado.

### Moldeo por extrusión-soplado
El moldeo por extrusión es un proceso en el que una pila de polvos se introduce en una matriz para adoptar otra forma u otro producto final bajo presión. Este proceso también se conoce como extrusión por plastificación, y se utiliza para fabricar tuberías, mangueras, pajitas para beber, estantes para cortinas, varillas, cantos y fibras.

### Moldeo por coextrusión-soplado
Mediante esta técnica de soplado se consigue productos multicapa. Esto puede interesar por diversas cuestiones como son; incluir diferentes características de permeabilidad, disminuir el costo de los materiales, al poder utilizarse materiales reciclados o de menor calidad, combinar características ópticas de los polímeros o crear efectos de colores iridiscentes.
El párison extruido incluye todas las capas necesarias que en forma de tubo ingresan al molde, en la misma forma que el párison de monocapa. Además el control de espesor del párison se puede llevar a cabo al igual que en el proceso de extrusión-soplado.

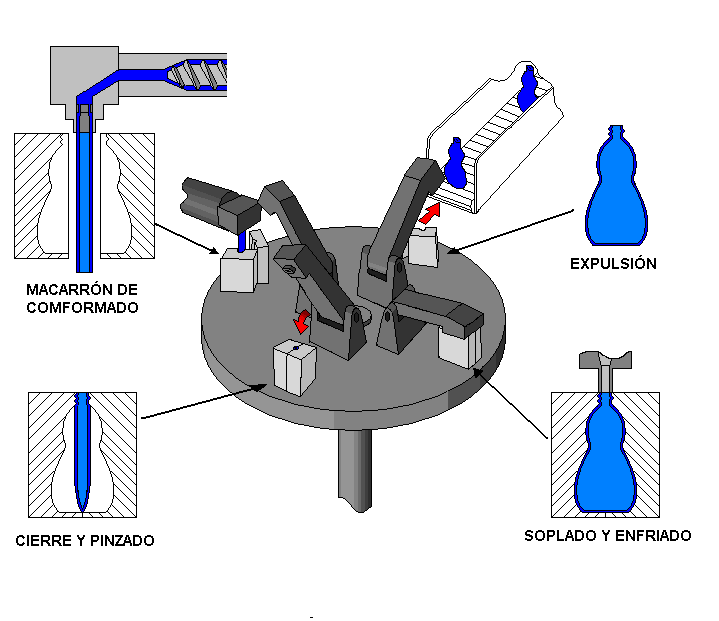
Representación del proceso giratorio de macarrón ribeteado.

## Diferentes líneas de trabajo
Los procesos de soplado suelen realizarse de forma continua utilizándose el sistema de carrusel vertical u horizontal, tanto en extrusión como en inyección-soplado. Pero gracias a la sencillez del proceso de extrusión-soplado, se han diversificado en gran medida las formas de trabajo y se pueden clasificar en; procesos de macarrón ribeteado, en los que la extrusión no es continua, procesos de macarrón continuo y el proceso de aire atrapado, el cual tiene como peculiaridad la fabricación de piezas huecas y cerradas al estrangularse la boquilla de la pieza tras el soplado.

## Materiales a los que se aplica
Los materiales empleados para el proceso de soplado pertenecen a la familia de los termoplásticos. Esto se debe a que se necesita que el material tenga un comportamiento viscoso y se pueda deformar cuando tenga una temperatura determinada, pues de otra forma la presión ejercida por el aire inyectado no podría expandir el material por la cavidad del molde. Los principales termoplásticos utilizados dependen de la técnica empleada, para extrusión-soplado son; PEBD, PEAD, PVC-U, PS, PP, PA y ABS. Los utilizados en la técnica de inyección-soplado son; todos los empleados en extrusión-soplado y además el PE cristal y PET.

## Geometrías obtenibles en las piezas
Las piezas obtenidas por este proceso son piezas huecas que no tienen un espesor constante debido a que la deformación del material no es igual en todas las zonas de la pieza. Además suelen ser piezas abiertas puesto que es necesaria una entrada para el aire (excepto en la técnica de “aire atrapado”). Por lo general las tolerancias obtenidas no suelen ser muy estrechas aunque son algo mejores si se utiliza la técnica de inyección-soplado aunque esto no suele ser un problema en la gran mayoría de las piezas. Además pueden fabricarse piezas de gran complejidad, debido a la ausencia de machos, que serían muy costosas de obtener por otro método.

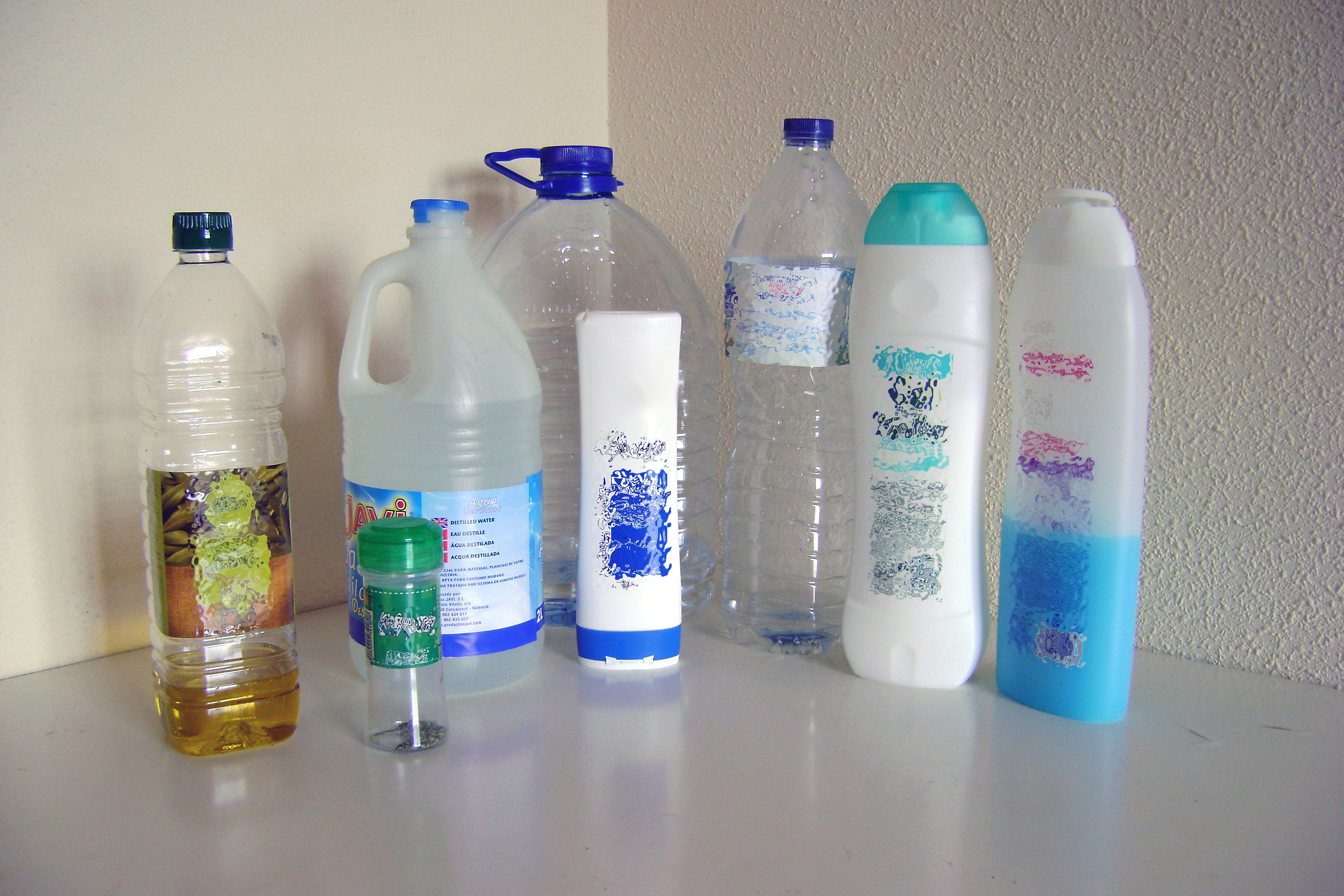
Ejemplo de piezas fabricadas por soplado.

Representación del funcionamiento de un acumulador para extrusora.

Representación del funcionamiento de una boquilla de una extrusora programada de orificio variable. Se puede apreciar cómo el párison o macarrón tiene diferentes espesores.

## Equipos y utillaje
Los equipos que se utilizan en el proceso dependen de la técnica empleada y del material utilizado.
Si se trata de inyección-soplado se necesitará como mínimo; una inyectora, encargada de realizar la preforma inicial, un equipo calefactor para incrementar la temperatura de la preforma y llevar el material así a un estado plástico para poder deformarlo y por último un equipo de soplado que se utilizará para inyectar el aire a presión.
Si se trata de extrusión-soplado entonces se necesitará una extrusora, para la obtención del macarrón y un equipo de soplado para la inyección del aire, si el proceso lo requiere se añadirá un equipo calefactor. Además esta técnica requiere en algunas ocasiones un equipo auxiliar, el cual puede estar formado por un acumulador y/o una boquilla de orificio variable.
El equipo acumulador está compuesto por una cavidad, encargada de almacenar la dosis requerida y un pistón cuyo objetivo es empujar el plástico fundido hacia el cabezal de la boquilla. Por otra parte la boquilla de orificio variable se utiliza para programar una extrusión con diferentes espesores.

## Aspectos económico-productivos
El proceso de moldeo por soplado tiene una productividad muy alta, es de los procesos para plásticos más productivos que existen y en la actualidad está muy extendido. Esto se debe a que los tiempos de fabricación son realmente bajos, pues generalmente de todo el ciclo del proceso sólo el enfriamiento supone 2/3 de este y además, el enfriamiento no suele ser muy elevado, pues los espesores generalmente son muy delgados y la pieza enfría rápidamente. Si nos fijamos en lo que supone económicamente el proceso de soplado es un proceso rápidamente amortizable, debido a que generalmente se dirige a la fabricación de grandes lotes. Teniendo en cuenta que aproximadamente un 40 % del total del plástico se emplea para envase y embalaje y que dentro de ello solamente en botellas se emplea el 30 % aproximadamente, podemos concluir con que el proceso de soplado constituye más del 12 % del plástico total, lo que se traduce en el consumo de más de 300.000 toneladas anuales sólo en España.

## Aplicaciones habituales
Este proceso se utiliza habitualmente para envases y contenedores, como botellas, garrafas sin asa, garrafas con asa hueca, bidones, etc. También pueden fabricarse piezas relativamente grandes, como toboganes o tanques de grandes dimensiones, sin embargo si el número de piezas no es muy elevado empieza a ser recomendable el moldeo rotacional, pues la inversión a realizar es bastante menor.